# Gherardus Mes
Gerardus Mes of Gherardus (werkzaam in 1561) was een componist uit de Franco-Vlaamse School van polyfonisten.

## Leven en werk
Weinig is van hem bewaard gebleven, buiten de vierstemmige zettingen van de Souterliedekens, de 150 Nederlandse berijmingen van de psalmen met lofzangen van - wellicht - Willem van Zuylen van Nijevelt (die in 1540 met eenstemmige melodienotatie waren gepubliceerd). Mes’ zettingen verschenen in 1561 bij de Antwerpse uitgever Tielman Susato als de delen 8 tot en met 11 uit diens reeks Musijck Boexkens. In die reeks had Susato al in 1556-57 de driestemmige zettingen van de psalmen door Jacobus Clemens non Papa gepubliceerd, Zoals dat ook het geval was voor de Nederlandse wereldlijke liederen uit Susato’s Ierste en Tweetste Musijck Boexken, wordt in de uitgave met psalmzettingen van Mes gesuggereerd dat naast een vocale ook een instrumentale uitvoering tot de mogelijkheden behoort. Op de titelpagina van de uitgave wordt Mes ook een leerling van Clemens non Papa genoemd, hetgeen het enige is wat we over zijn leven weten. Van zijn Souterliedekens is echter geen volledig exemplaar teruggevonden; de baspartij ontbreekt.
Mes heeft in zijn Souterliedekens verschillende bewerkingstechnieken toegepast. Soms neemt hij de oorspronkelijke Souterliedekensmelodie uit de publicatie van 1540 over in de sopraan (bij Clemens is dat in de tenor); soms schrijft hij een geheel nieuwe compositie, waarin soms wel initieel aan de oorspronkelijke melodie is ontleend waarna de compositie haar eigen weg gaat. In een aantal gevallen heeft Mes een bestaande melodie gebruikt, maar een andere dan Clemens. Mes’ Souterliedekens waren blijkbaar nog in de 17e eeuw bekend, want enkele van zijn zettingen werden opnieuw gebruikt door de Delftse priester-dichter Stalpart van der Wiele. Een poging tot reconstructie van de ontbrekende baspartij van enkele van Mes’ Souterliedekens werd ondernomen door Louis Peter Grijp.
Voor het overige is slechts één enkel motet van Mes bewaard gebleven.
- Biografisch Portaal: 73169684
- International Standard Name Identifier: 0000 0000 3207 6107
- Library of Congress Control Number: n94121951
- MusicBrainz: b9d79775-ef76-4231-b520-b22f9a28b63b
- Virtual International Authority File: 73094151
- WorldCat: E39PBJxrT6xvft7P6JrYGKpHG3